# Malé (Insel)
Auf der Insel Malé im Zentrum der Malediven befinden sich die vier ursprünglichen (von heute insgesamt sechs) Stadtteile der maledivischen Hauptstadt Malé:
Die Insel zählt zum Nord-Malé-Atoll. Ihre Landfläche von etwa 2,071 km² ist fast vollständig bebaut, mit Ausnahme von Parks wie dem zentralen Sultan Park oder dem Lonuziyaaraikolhu im Südosten.
Die Insel Malé bevölkern 186.977 Einwohner auf 207,1 Hektar. Damit hat sie mit 90.265 Einwohnern pro Quadratkilometer die zweithöchste Bevölkerungsdichte, die weltweit nur von der winzigen Santa Cruz del Islote in Kolumbien übertroffen wird.